# Temple Institute
Temple Institute (מכון המקדש – The Temple Institute) – muzeum, instytut badawczy i centrum edukacyjne w Starym Mieście w Jerozolimie. Zostało założone w 1987 roku.

## Galeria

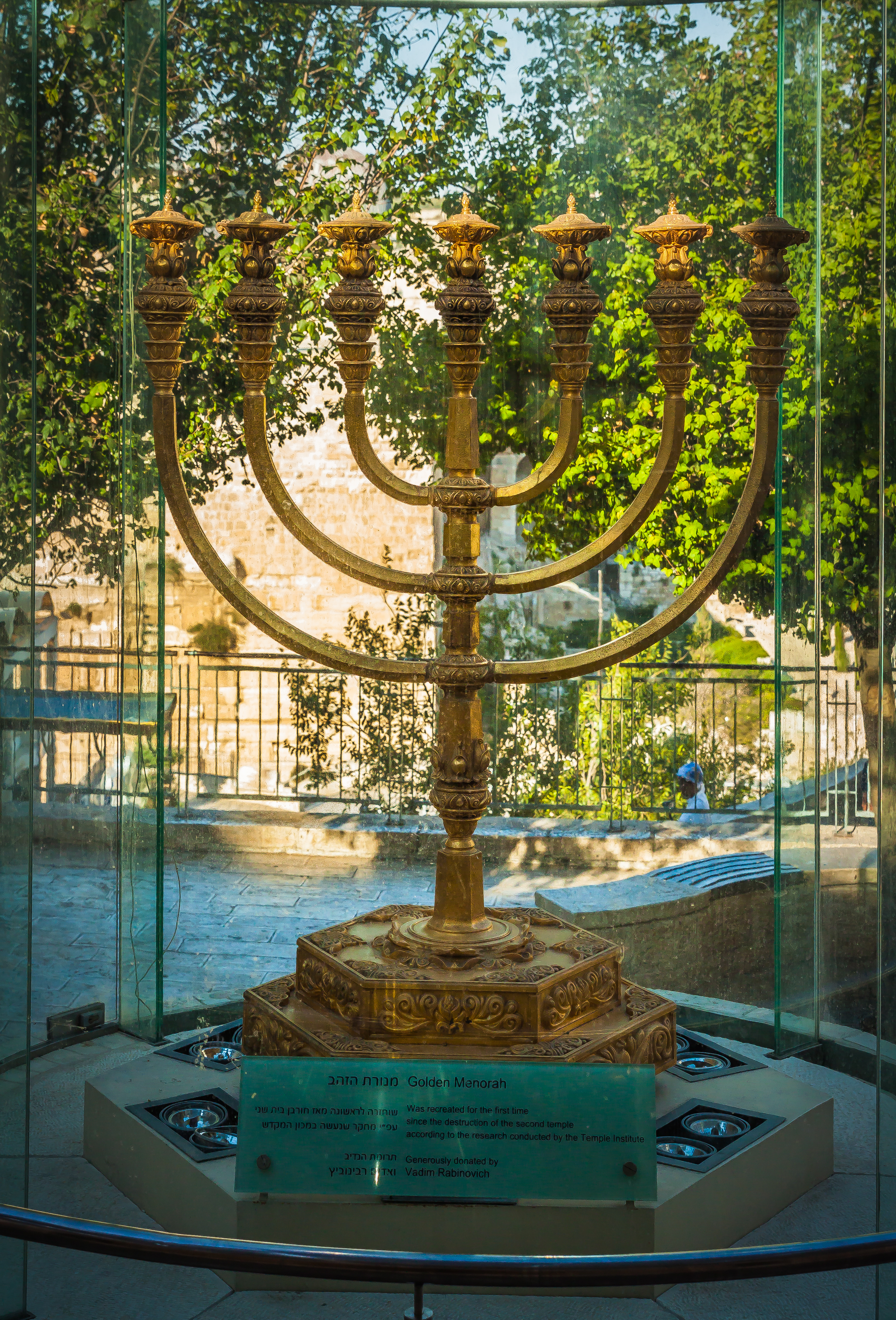
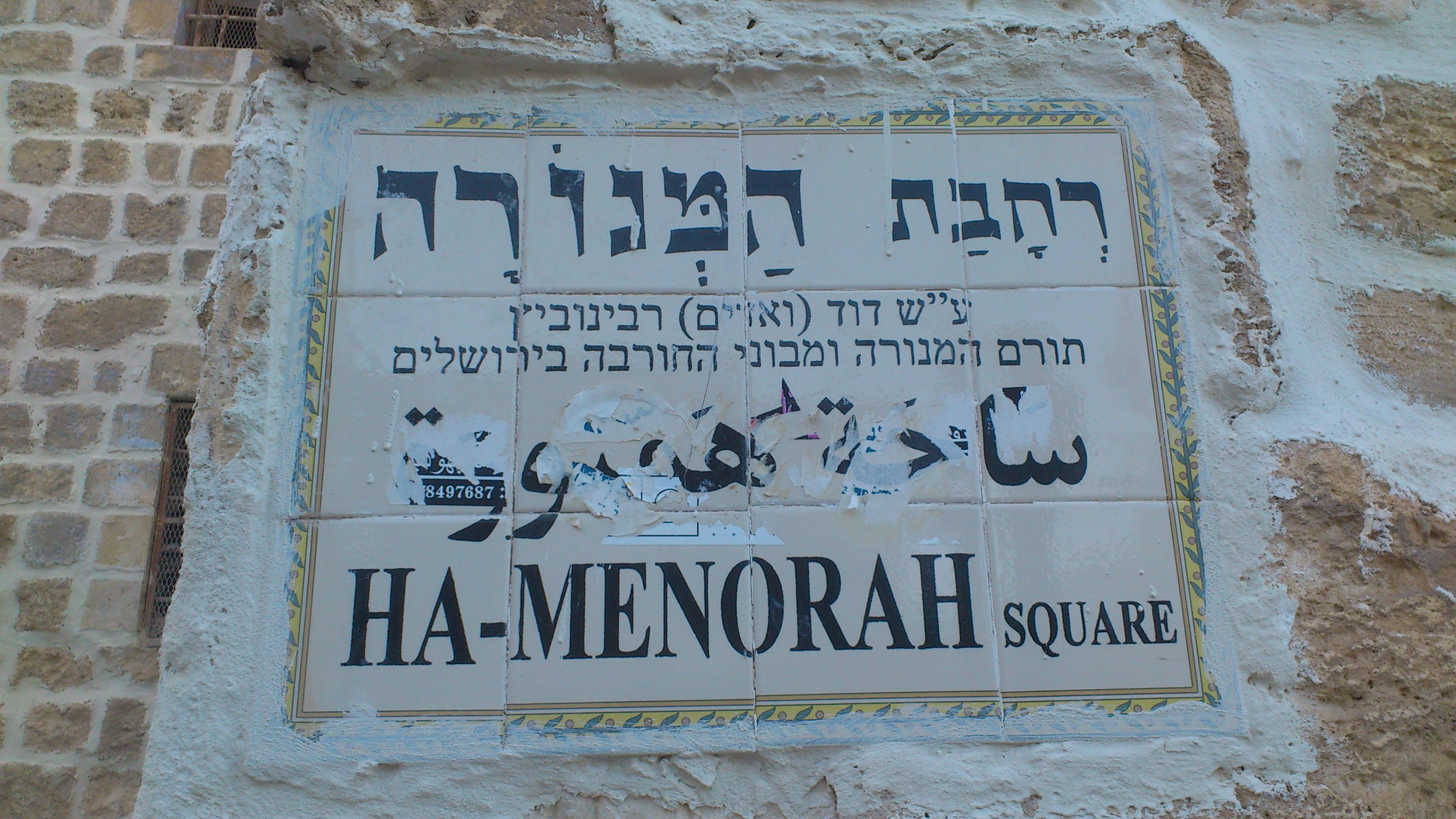